# Wallendorf (Gemeinde Mogersdorf)

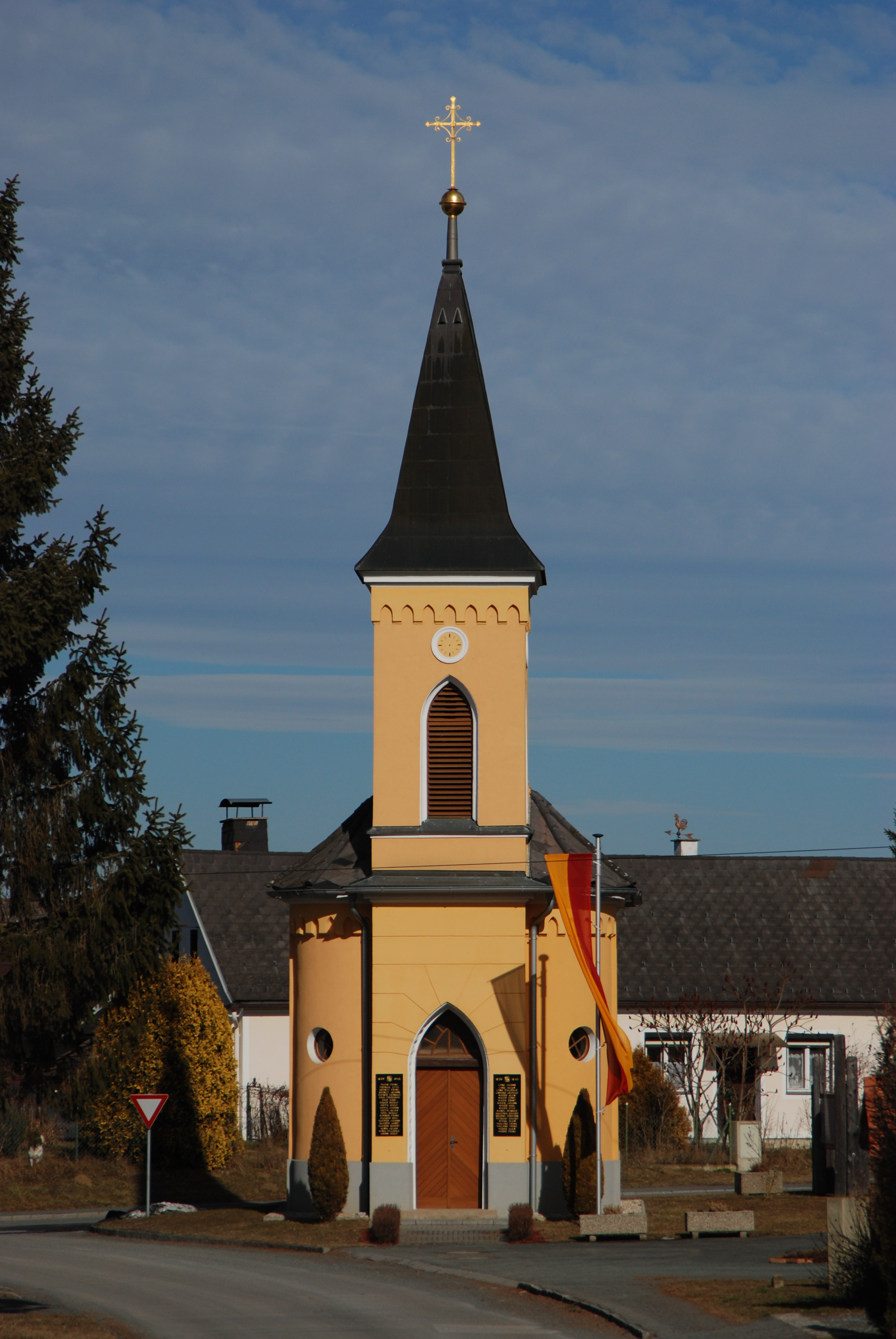
Ortskapelle Wallendorf

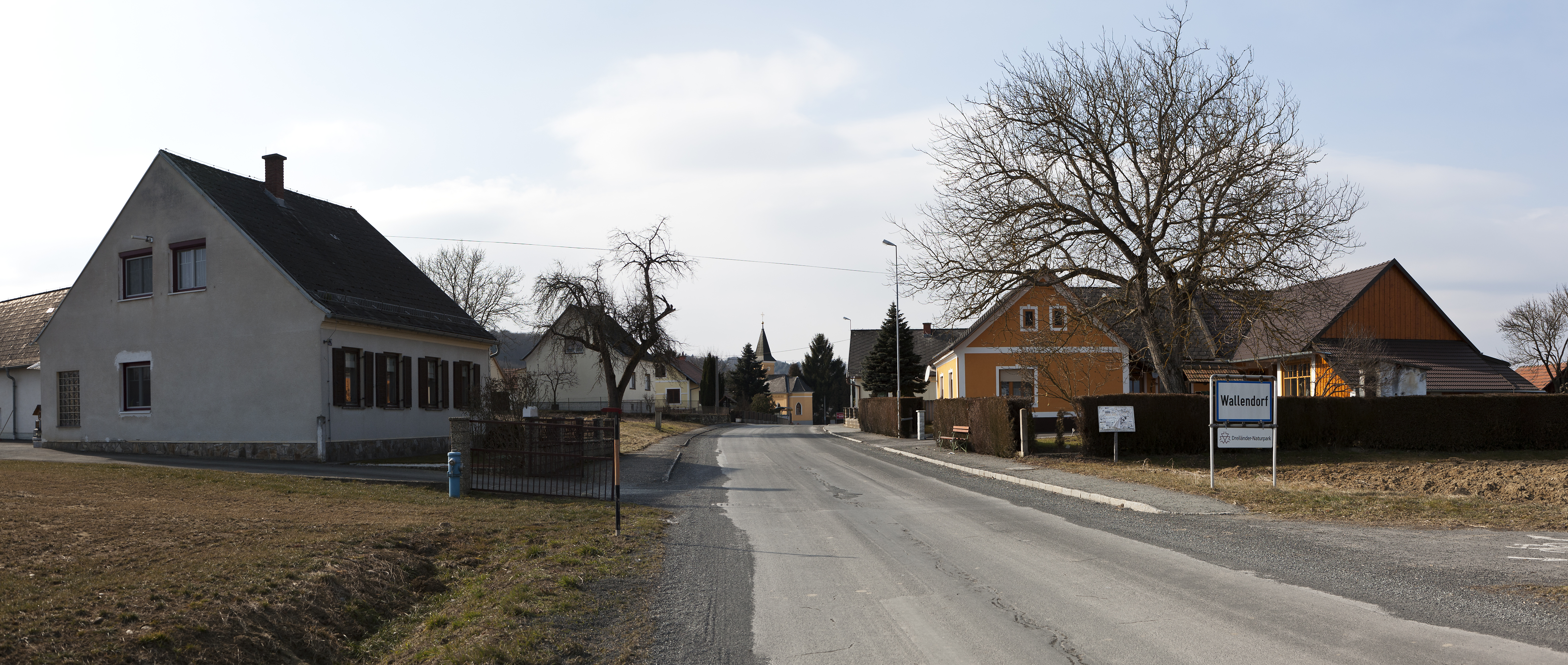
Ortseinfahrt von Wallendorf

Wallendorf (ungarisch Lapincsolaszi, Olaszfalu) ist eine Ortschaft und Katastralgemeinde der Gemeinde Mogersdorf und gehört zum Bezirk Jennersdorf im südlichen Burgenland in Österreich. Im Jahr 2007 hatte Wallendorf 372 Einwohner.

## Geschichte
In der magyarischen Amtssprache wurde der Ort „Lapincsolaszi“ genannt. Im Dialekt ist die Aussprache „Wolndöaf“ und „Wolndoaf“ gebräuchlich. Die ältesten bekannten namentlichen Erwähnungen sind Olafalw (1538), Olazfalw (1548), Olaszfalu (1552), Olazfalwa (1593), Olaszfalu seu Balendorff (1698), Olaszfalu seu Wallendorf (1764 bis 1786), Ballendorf (1773). In der etymologischen Forschung jedoch ist der Siedlungsname „Wallendorf“ sehr umstritten.

## Bürgermeister der selbständigen Gemeinde Wallendorf
| Bürgermeister | Partei | von  | bis  |
| ------------- | ------ | ---- | ---- |
| Josef Schrei  |        | 1914 | 1920 |
| Josef Kloiber |        | 1920 | 1927 |
| Alois Zenz    |        | 1927 | 1934 |
| Johann Karner |        | 1934 | 1938 |
| Rober Kloiber |        | 1938 | 1943 |
| Eduard Haid   |        | 1943 | 1945 |
| Johann Karner | ÖVP    | 1946 | 1947 |
| Johann Krenn  | SPÖ    | 1947 | 1954 |
| Emil Lederer  | SPÖ    | 1954 | 1958 |
| Franz Ring    | SPÖ    | 1958 | 1970 |

## Kultur und Sehenswürdigkeiten
- Ortskapelle zur Hl. Dreifaltigkeit